# Zemleane, Sloveanoserbsk
Zemleane (în ucraineană Земляне) este o localitate în comuna Metalist din raionul Sloveanoserbsk, regiunea Luhansk, Ucraina.

## Demografie
Componența lingvistică a localității Zemleane
     Ucraineană (93,75%)
     Rusă (6,25%)
Conform recensământului din 2001, majoritatea populației localității Zemleane era vorbitoare de ucraineană (93,75%), existând în minoritate și vorbitori de rusă (6,25%).